# Kanton Saint-Pierre
Kanton Saint-Pierre (francouzsky Canton de Saint-Pierre) byl francouzský kanton v departementu Martinik v regionu Martinik. Tvořily ho 2 obce. Zrušen byl v roce 2015.

## Obce kantonu
- Saint-Pierre
- Fonds-Saint-Denis